# Plectrohyla psiloderma
A Plectrohyla psiloderma a kétéltűek (Amphibia) osztályának békák (Anura) rendjébe és a levelibéka-félék (Hylidae) családjába, azon belül a Hylinae alcsaládba tartozó faj.

## Előfordulása
A faj Salvadorban és Hondurasban honos. Természetes élőhelye a szubtrópusi vagy trópusi nedves hegyvidéki erdők és folyók. A fajt élőhelyének elvesztése fenyegeti.